# Eudicella gralli
Eudicella gralli är en skalbaggsart. Eudicella gralli ingår i släktet Eudicella och familjen Cetoniidae.

## Underarter
Arten delas in i följande underarter:
- E. g. gralli
- E. g. allaeri

## Bildgalleri

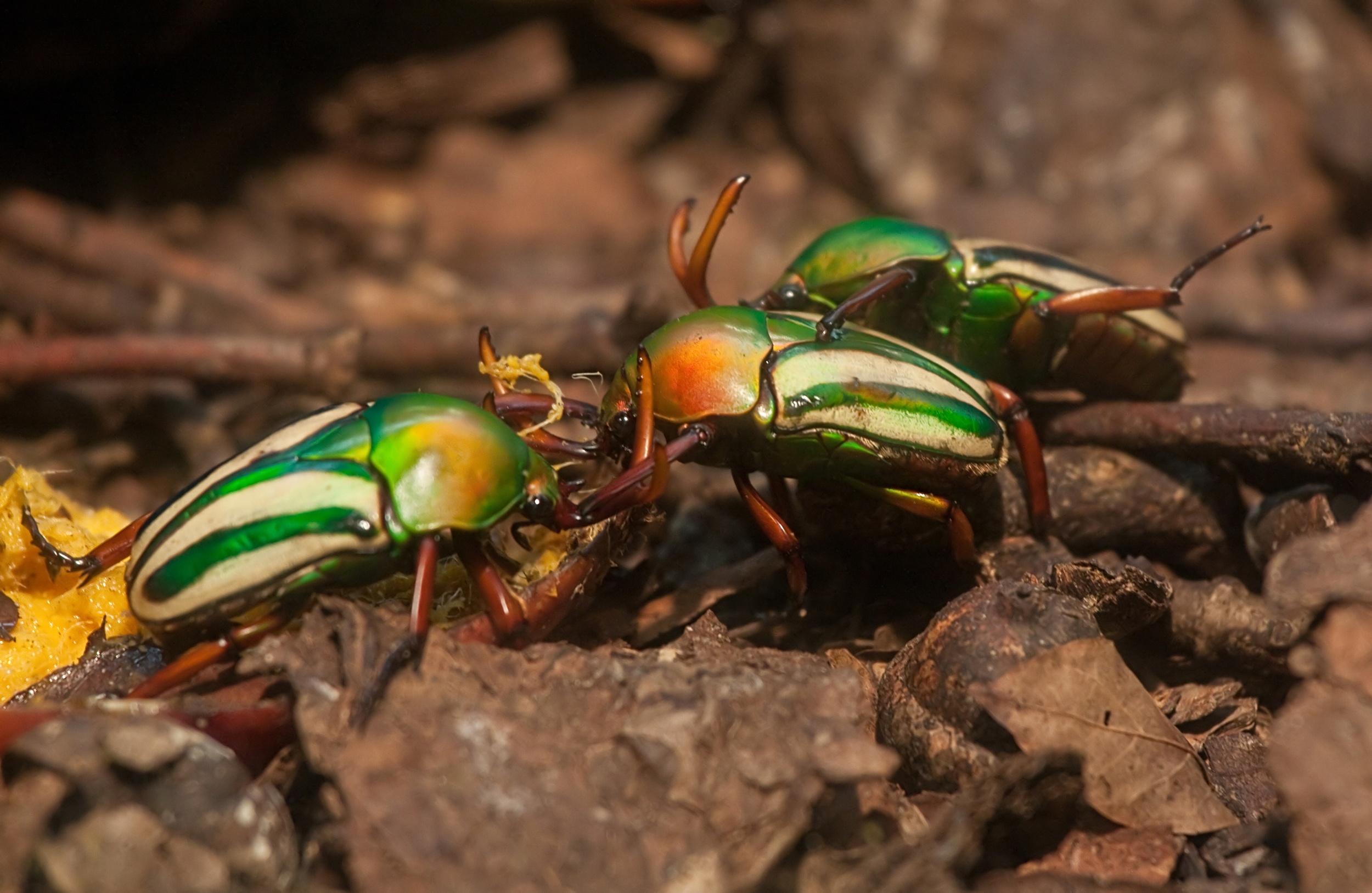